# Schiavi di Abruzzo
Schiavi di Abruzzo község (comune) Olaszország Abruzzo régiójában, Chieti megyében.

## Fekvése
A megye délkeleti részén fekszik. Határai: Agnone, Belmonte del Sannio, Castelguidone, Castiglione Messer Marino, Poggio Sannita, Salcito és Trivento .

## Története
Első írásos említése 1059-ből származik. A következő századokban nemesi birtok volt. Önállóságát a 19. század elején nyerte el, amikor a Nápolyi Királyságban felszámolták a feudalizmust.

## Népessége
A népesség számának alakulása:

## Főbb látnivalói
- San Maurizio-templom